# Eichstadt (Mondkrater)
Eichstadt ist ein Einschlagkrater am äußersten westlichen Rand der Mondvorderseite in der Bergkette der Montes Cordillera, nördlich des Kraters Krasnov und südwestlich von Darwin. Der Kraterrand ist kaum erodiert, weist ausgeprägte Terrassierungen auf und im Inneren befindet sich ein geteiltes Zentralmassiv.
Eichstadt hat sechs Nebenkrater:
Prager hat drei Nebenkrater:
| Buchstabe | Position           | Durchmesser | Link |
| --------- | ------------------ | ----------- | ---- |
| C         | 21,73° S, 76,79° W | 13 km       |      |
| D         | 23,46° S, 76,1° W  | 7 km        |      |
| E         | 23,94° S, 78,44° W | 17 km       |      |
| G         | 22,43° S, 80,84° W | 11 km       |      |
| H         | 19,1° S, 79,97° W  | 11 km       |      |
| K         | 18,29° S, 83,37° W | 14 km       |      |

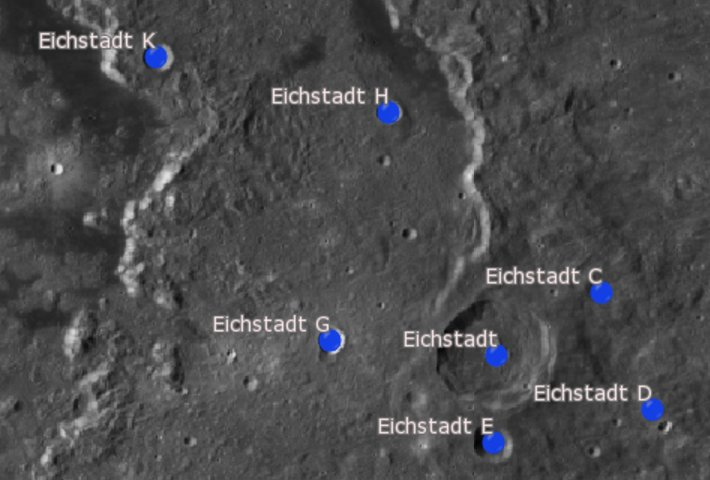
Eichstadt mit seinen Nebenkratern

Der Krater wurde 1935 von der IAU nach dem deutschen Mediziner und Astronomen Lorenz Eichstaedt offiziell benannt.